# Oldenburg
 For alternative betydninger, se Oldenburg (flertydig). (Se også artikler, som begynder med Oldenburg)
Oldenburg (dansk: Oldenborg) er en by i den tyske delstat Niedersachsen vest for Bremen i det nordvestlige Tyskland. Byen har 174.629(2023) indbyggere.
Oldenburg var til 1946 hovedstad i landet Oldenborg. Den var regionshovedstad i Regierungsbezirk Weser-Ems.

## Historie
Arkæologiske fund vidner om, at der har været bosættelse i området siden 700-tallet. Omkring den nuværende Marktplatz opstod der en bebyggelse ved vadestedet over floden Hunte, hvor trafikken på handelsvejen fra Bremen og Westfalen til Jever let kunne krydse floden. I første halvdel af 1000-tallet opførtes øst for byen ringborgsanlægget Heidenwall, der i 2007 dendrokronologisk kunne dateres til 1032 og 1042.
Oldenburg omtales første gang i skriftlige kilder i 1108 som Aldenburg i forbindelse med Egilmar 1., der regnes for den første greve af Oldenburg. Hans stamborg "Olde borg" (den gamle borg) blev den kerne, omkring byen Oldenburg og den oldenborgske stat voksede op. Byen voksede i betydning i kraft af sin beliggenhed ved vadestedet over Hunte.
Grevskabet Oldenburg blev siden kendt gennem greve Didrik den Lykkelige (d. 1440) af Oldenburg som blev stamfader for såvel den danske kongeslægt via sønnen Christian 1. som greveslægten Oldenburg via sønnen Gerhard af Oldenburg. Den første oldenborger var grev Otto, og til ham er der knyttet en legende om et fyldt drikkehorn, som en ung mø tilbød greven på en jagt i året 989. Han slukkede ikke tørsten, men drikkehornet beholdt han. Legenden blev senere knyttet til et senmiddelalderligt drikkehorn, som oldenborgerne antagelig fik foræret af domkapitlet i Köln. Drikkehornet gik i arv til det danske kongehus og findes i dag på Rosenborg slot.
Den yngre linje af den oldenborgske slægt uddøde med grev Anton Günther i 1667. Oldenburg var herefter under dansk styre fra 1667 til 1773. Det var en periode med pest og en ødelæggende bybrand, og på grund af de danske kongers manglende opmærksomhed mistede byen sin betydning.
Hertugdømmet Oldenburg skabtes med Frederik August af Slesvig-Holsten-Gottorp, født 1711, fyrstebiskop af Lübeck, ophøjet af kejser Josef 2. til hertug af Oldenburg i 1774. Hans søn, Peter Frederik Vilhelm af Oldenburgdød 1823, var sindssyg, og regeringen blev overladt til hans fætter Peter Frederik Ludvig af Oldenburg.
Han vægrede sig ved Napoleons forslag om at bytte Oldenburg mod Erfurt, og derfor besatte Napoleons tropper byen i 1810, og den kom under Frankrig. Efter Napoleons fald gengav Wienerkongressen Oldenburg dets rettigheder, og det blev gjort til storhertugdømme.
Peter Frederik Ludvig efterfulgtes 1829 af sin søn, Paul Frederik August af Oldenburg, storhertug 1829-1853.
Paul Frederik Augusts søn Niels Frederik Peter af Oldenburg var tyskorienteret, og 1866 indlemmedes Oldenburg i det Nordtyske forbund og i 1871 i det af Preussen ledede Tyske kejserrige.

## Eksterne links
- Wikimedia Commons har flere filer relateret til Oldenburg
- Byen Oldenburgs officielle hjemmeside